# Istoria statului Alaska

Steagul statului Alaska

Istoria statului Alaska datează din perioada Paleoliticului Superior (circa 12.000 î.Hr.), atunci când grupurile de asiatici traversau strâmtoarea Bering în ceea ce este acum Alaska de vest. În momentul contactului cu Europa prin cercetătorii ruși, Alaska era populată de grupuri de nativi.  Numele "Alaska" provine din cuvântul aleutin Alaxsxaq (o ortografiere arhaică fiind Alyeska), care însemnă "continent" (literal, "obiectul spre care acțiunea de la mare este regizată").
În 1890, căutătorii de aur din Alaska și din apropierea Teritoriului Yukon au adus mii de mineri și coloniști în Alaska. Statului Alaska  i-a fost acordat statutul teritorial în 1912.
În 1942, două dintre Insulele Aleutine exterioare - Attu și Kiska - au fost ocupate de japonezi și recuperarea acestora a devenit pentru SUA  o chestiune de mândrie națională. Construirea de baze militare a contribuit la creșterea populației din unele orașe din Alaska.
Statului Alaska  i-a fost acordată statalitatea în 3 ianuarie 1959.
În 1964, masivul cutremur ”Good Friday " (în traducere liberă, Vinerea cea Bună) a ucis 131 de persoane și a niveleat mai multe sate.	
Descoperirea de petrol din 1968 la Golful Prudhoe și completarea din 1977 a Pipeline Trans-Alaska a condus la o prosperitate în petrol. În 1989, Exxon Valdez a lovit un recif din strâmtoarea Prince William (strâmtoarea Printului William), vărsând între 11 și 35 milioane galoane SUA (42.000 și 130 de mii m³) de țiței peste 1.100 de mile (1.600 km) de coastă. Astăzi, lupta dintre filozofiile de dezvoltare și conservare este văzută în dezbaterea atacabilă asupra forajului de petrol în regiunea arctică Arctic National Wildlife Refuge.

## Preistoria

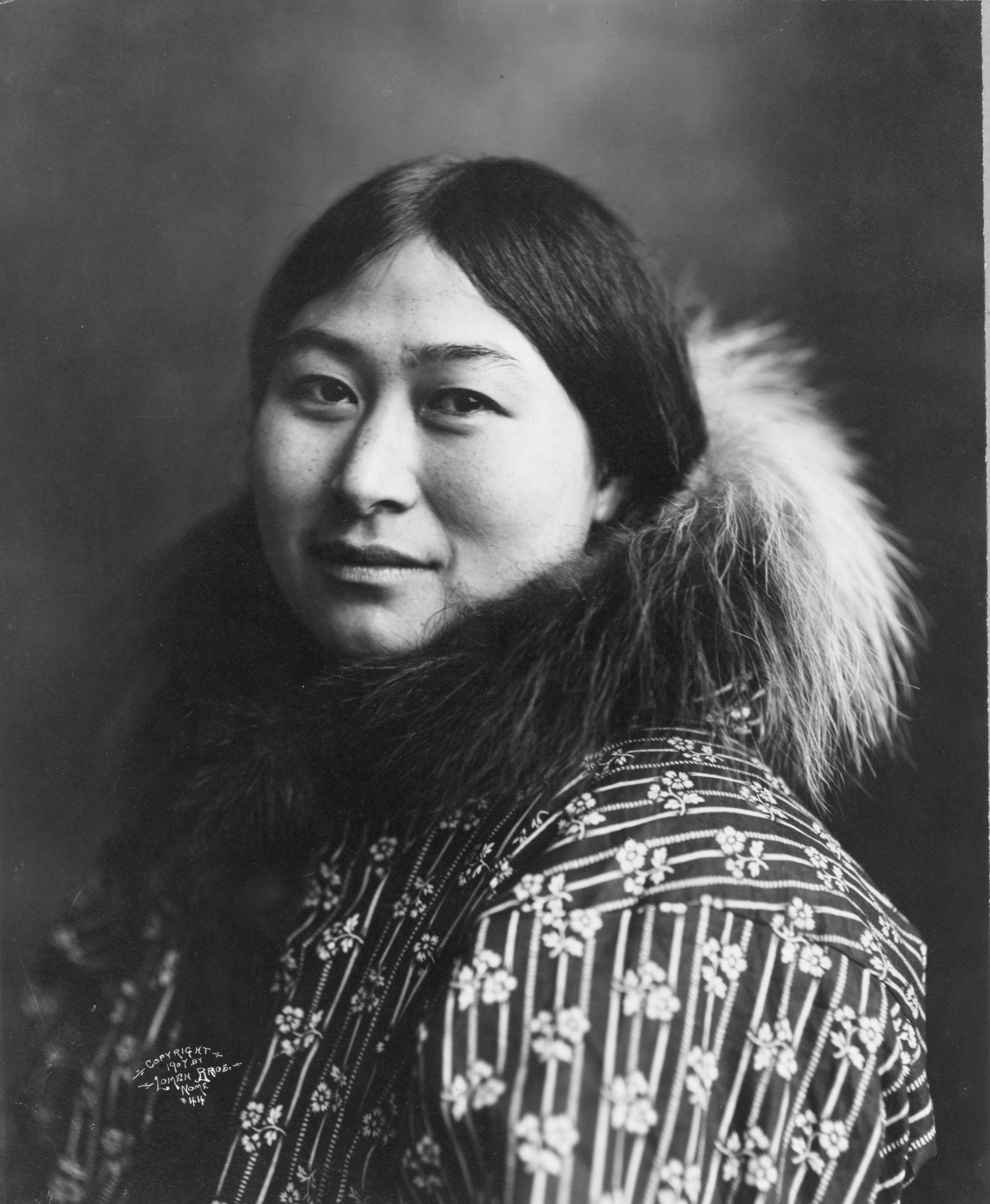
Portret femeie inuitǎ din anul 1907

Familiile din Paleolitic s-au mutat în nord-vestul Americii de Nord cândva între anii 16.000 și 10.000 î.Hr. peste  podul Bering din Alaska de vest. Alaska a devenit populată de inuiți și o varietate de grupuri europene. Astăzi, populația timpurie a statului Alaska este împărțită în mai multe grupuri principale: pe coasta de sud-estu erau indienii (Tlingit, Haida, și Tsimshian), Athabascanii, Aleutinii, și cele două grupuri de eschimoși, Inupiat și Yup'ik.
Migranții de coastă din Asia au fost, probabil, primul val de oameni care au traversat podul natural Bering în vestul Alaskăi, și mulți dintre ei s-au stabilit inițial în interiorul Canadei de astăzi. Tlingit au fost cei mai numeroși din acest grup, populând cea mai mare parte de pe coasta Panhandle în perioada contactului european. Aceștia sunt partea nordică a grupului de culturi avansate din Coasta Nord-Vestica a Pacificului, renumite pentru arta lor complexă și a sistemelor politice, ceremoniale și juridice cunoscute sub numele Potlatch. Partea de sud a  insulei Prince of Wales a fost ocupată de către Haidas, care au fugit de persecuțiile altor Haidas din Insulele Queen Charlotte (acum parte din  Columbia Britanică). Aleuții au ocupat insulele din lanțul Aleutin, cu aproximativ 10.000 de ani în urmă.
Practicile culturale și de subzistență variau foarte mult între grupurile de nativi, care au fost repartizate pe o suprafață geografică vastă.

## Secolul XVIII

### Stabilirea rusească timpurie

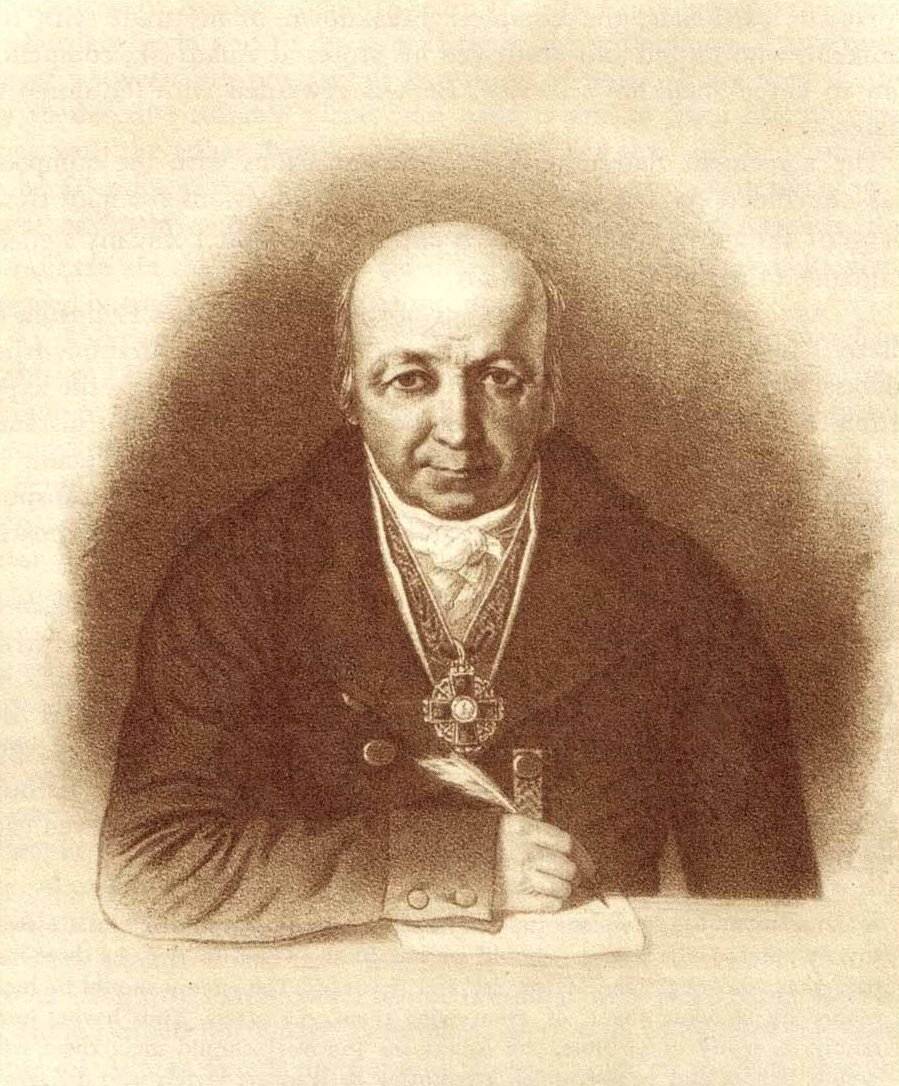
Alexandr Baranov, 'Lord of Alaska.'

După a doua expediție Kamchatka, asociațiile de mici comercianți de blănuri au început să navigheze de la malul Siberiei spre insulele Aleutine. Deoarece călătoriile de la Siberia la America au devenit expediții mai lungi, echipajele și-au stabilit posturi comerciale și de vânătoare. Până la sfârșitul anului 1790, acestea au devenit așezări permanente.

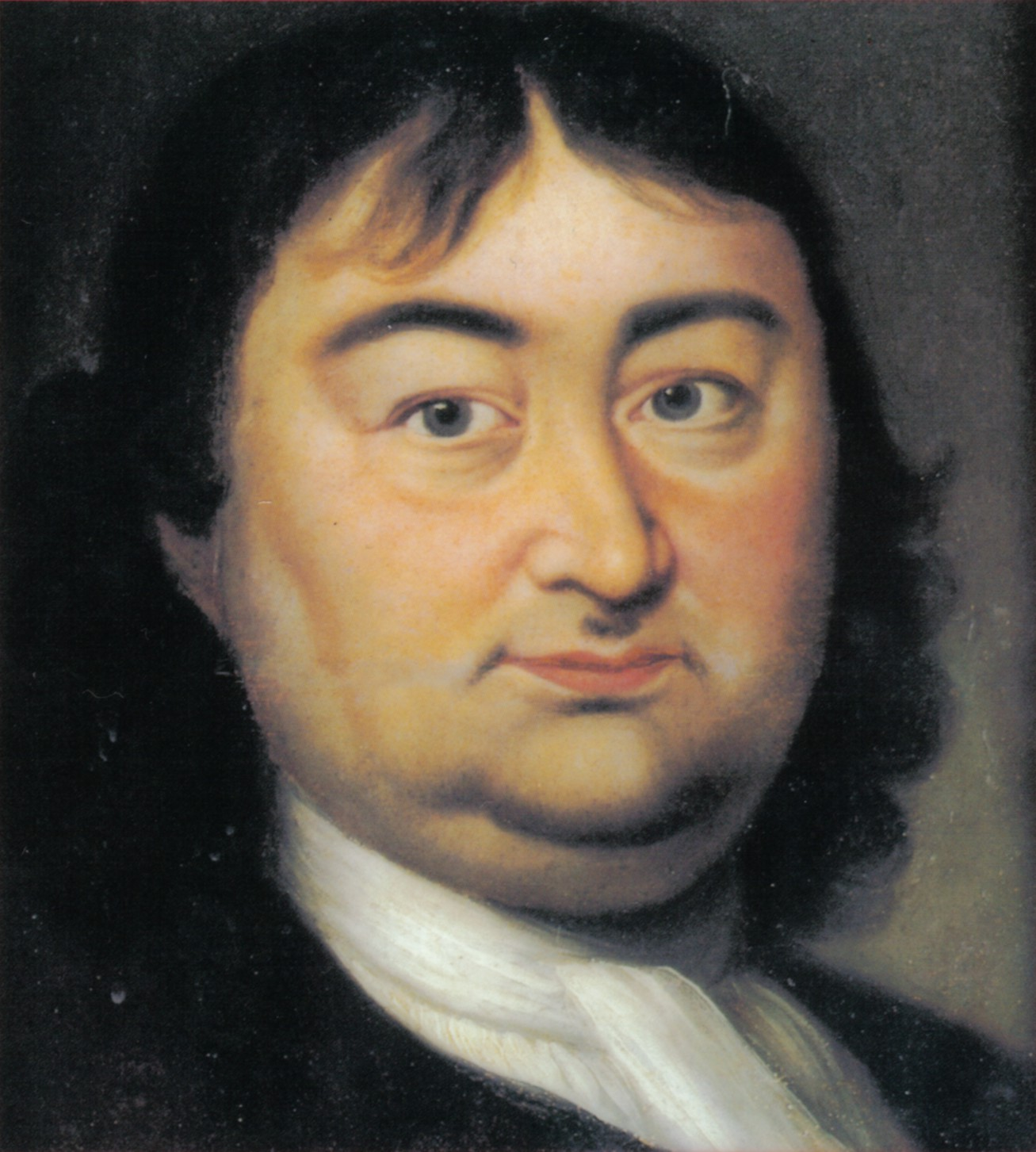
Vitus Bering

Pe unele insule și părți ale Peninsulei Alaska, grupuri de comercianți au fost capabili să duca o coexistență relativ pașnică cu populația locală. Alte grupuri nu au putut să gestioneze tensiunile și pretențiile comise. Ostatici au fost luați, persoane  transformate în sclavi, familiile s-au despărțit, iar alte persoane au fost forțate să părăsească satele lor și să se stabilească în altă parte. În plus, 80% din populația Aleutinului a fost distrusă de  boli infectioase de tip Old World, față de care nu aveau nici un fel de imunitate, în primele două generații de contact din Rusia. 
În anul 1784, Grigori Ivanovici Shelikhov a sosit în Three Saint Bay (Golful celor trei sfinți), pe Insula Kodiak. Acesta a omorând sute de oameni indigeni din populația Koniag, apoi a fondat prima așezare permanentă ruseasca, în Alaska, pe insula Golful celor trei Sfinți. În 1788 un număr de așezări rusești au fost stabilite prin Shelikhov și altele peste o regiune mare, incluzând zonele continentale din jurul Cook Inlet.
Rușii au câștigat controlul asupra habitatelor celor mai valoroase vidre de mare, vidrele Kurilian-Kamchatkan și Aleutiane. Blana lor este mai groasă, lucioasă, și mai neagră decât cea ale vidrelor de mare la Coasta Pacifică de nord-vest și California. Rușii, prin urmare, au avansat la Coasta de nord-vest numai după ce soiurile superioare de vidre au fost epuizate, în jur de 1788. Intrarea Rusiei în Coasta de Nord-Vest a fost lentă, din cauza unei penurii de nave și marinari. Golful Yakutat a fost atins în 1794 și resedința lui Slavorossiya a fost construită acolo în 1795. Recunoașterea coastei în ceea ce privește Insulele Queen Charlotte a fost realizată de James Shields, un angajat britanic al Companiei Golikov-Shelikhov. În 1795 Alexander Baranov, care a fost angajat în 1790 să gestioneze întreprinderii lui Shelikhov blană, a navigat în Strâmtoarea Sitka, cucerind zona pentru Rusia. Grupuri de vânătoare au sosit în următorii ani și în 1800  trei sferturi din pieile rusești din vidră mare veneau din zona Strâmtoarii Sitka. În iulie 1799 Baranov a revenit pe Oriol Brig și a stabilit așezarea de la Arkhangelsk. Acesta a fost distrusă de Tlingiți în 1802, dar reconstruită în jurul anului 1804 și i-a fost dat numele de Novo-Arhanghelsk-(noul Arhanghelsk). Acesta avea să devină în scurt timp principala așezare și capitala Americii Rusești. Dupa  cumpararea Alaskăi, Arkhangelsk a fost redenumită Sitka, prima capitală a  Teritoriului Alaska.

### Activitatea misionară

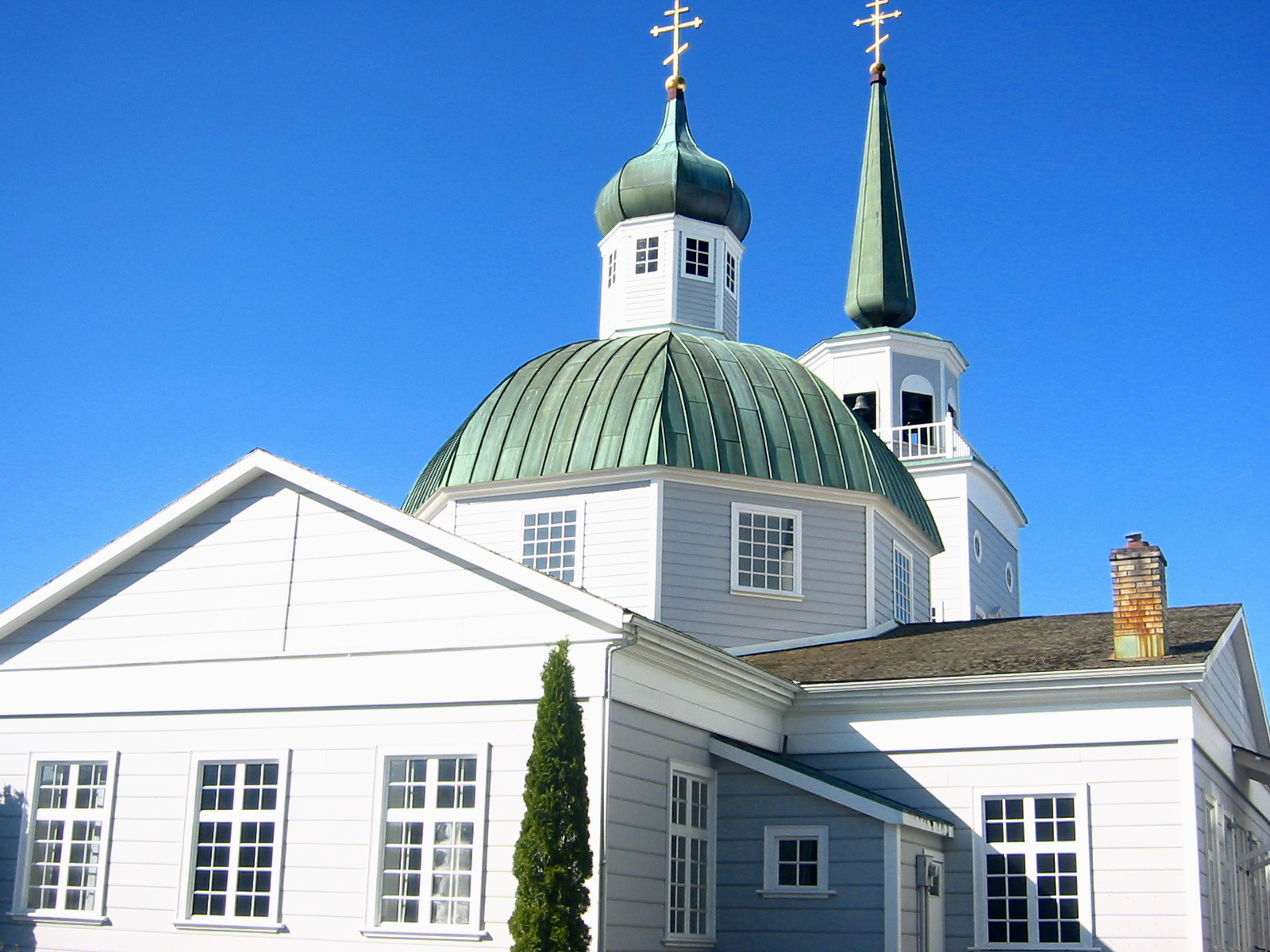
St. Michaels's Cathedral, în Sitka

Religia Ortodoxă rusească(cu ritualurile și texte sale sacre, traduse în Aleutină într-un stadiu foarte timpuriu) au fost introduse informal, în anii 1740-1780, de către comercianții de blănuri. În timpul său de decontare a Golfului celor trei Sfinti, în 1784, Shelikov a introdus primii misionari rezidenți și clerici. Această activitate misionară a continuat în secolul XIX, în cele din urmă devenind cea mai vizibilă urmă a perioadei coloniale ruse contemporane în Alaska.

### Încercarile de colonizare ale Spaniei

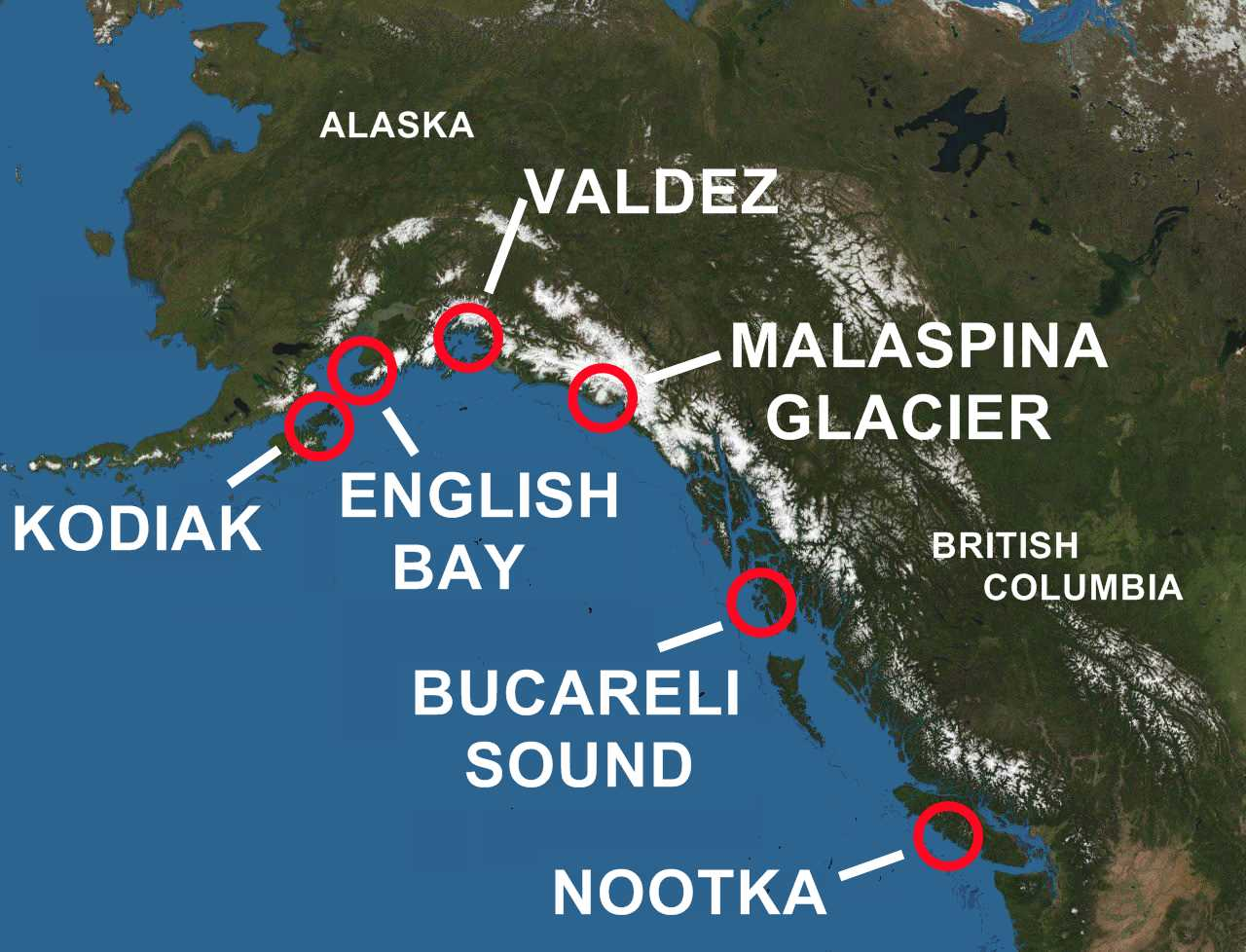
Contactul Spaniol în Columbia Britanică

Spania încearca să revendice Alaska din perioada bulei papale din 1493, care a alocat spaniolilor dreptul să colonizeze coasta de vest a Americii de Nord. Țările rivale, incluzând Marea Britanie și Rusia, au început să își arate interesul în a stăpâni Alaska. La sfarșitul secolului XVIII, regele Carol al III-lea al Spaniei a trimis un număr de exepediții pentru a revendica teritoriile spaniole din coasta nordică a Pacificului din America de Nord, incluzând Alaska. 
În 1775, Bruno de Hezeta a condus o expediție proiectată pentru a solidifica teritoriile spaniole la nordul Pacificuui. Una dintre cele două nave ale expeditiei, Sonora, în conformitate cu y Quadra Bodega, a ajuns în cele din urmă la o latitudine nordică de 58 °, a intrat in Strâmtoarea Sitka și a revendicat în mod oficial regiunile pentru Spania.
Expediția din 1779 la Ignacio de Arteaga și Bodega Quadra y a ajuns într-un port foarte larg pe insula Hinchinbrook, și a intrat în strâmtoarea Prince William. Ei au ajuns la o latitudine de 61°nord, cel mai nordic punct obținut de Spania. Ei au explorat, de asemenea canalul Cook și Peninsula Kenai, caz în care o ceremonie de posesie a fost efectuată, în ceea ce astazi se numeste Port Chatham.
În 1788, două nave spaniole sub conducerea lui Esteban José Martínez și Gonzalo López Haro au navigat spre nord pentru a investiga activitatea rusă. Haro ajuns la insula Kodiak în iunie și a făcut contact cu rușii in Golful celor trei sfinți. Obtinand informatii si harti de la comandantul posturilor, Haro s-a alaturat din nou lui Martinez în insula Sitkinak, apoi au navigat la insula Unalaska și marele așezământ a lui Unalaska, comandate de Potap Kuzmich Zaikov. Vizita la Unalaska marchează punctul cel mai vestic atins în timpul călătoriilor spaniole de explorare în Alaska.
In 1790, exploratorul Salvador Fidalgo a condus o expediție care a inclus vizite la locurile unde astăzi sunt Cordova si Valdez, Alaska, unde au fost savârșite acte de suveranitate. Fidalgo a navigat la insula Kodiak, investigând fără să intre în contact cu micul așezământ rus de acolo. Fidalgo a investigat mai apoi așezământul rus la Alexandrovsk (astăzi cunoscut sub numele de Golful Englez sau Nanwalek, Alaska), la sud-vest de Anchorage de astăzi, din peninsula Kenai. Acolo a fost înfăptuită, din nou, o ceremonie de suveranitate.
In 1791, Alessandro Malaspina a vizitat Alaska în timpul celui de-al patrulea său an de explorări științifice în Oceanul Pacific. Principalul său motiv pentru această călătorie în Alaska a fost să investigheze un canal care era considerat de unii pasajul mitic de Nordvest. Corăbiile sale au petrecut în jur de o lună în canal, care acum este cunoscut sub numele de Golful Yakutat, unde au ajuns în contact cu populația Tlingit.  
Ĩn sfârșit, Spania s-a retras din  Pacificul de Nord și și-a transferat regiunile stapânite in Statele Unite, în Tratatul Adams-Onís din 1819. Ĩn ziua de azi, moștenirea lăsată de spanioli Alaskăi reprezinta o serie de nume de locuri, printre care si a Glacierului Malaspina și a orașului Valdez.

### Prezența Britanică
Așezările britanice din acel timp în Alaska erau alcătuite din câteva avanposturi împrăștiate, cu majoritatea cuceritorilor ajunsi de pe mare. Căpitanul James Cook a navigat de-a lungul coastei de vest a Americii de Nord, pe la mijlocul celui de-al treilea voiaj al său, la bordul HMS Resolution, din California (populată de Spania pe atunci) până la Strâmtoarea Bering. Ĩn perioada călătoriei sale, a descoperit Canalul Cook (numit în onoarea lui Cook în 1794, de George Vancouver, care a fost sub comanda sa) în Alaska. Strâmtoarea Bering s-a dovedit a fi imposibil de trecut, deși Resolution și cealaltă corabie :HMS Discovery au încercat repetat să treaca prin el. Navele au părăsit strâmtorile pentru a se întoarce în Hawaii în 1779. 
Expediția lui Cook i-a determinat pe britanici să crească numărul expedițiilor de-a lungul coastei de vest, continuând acțiunea spaniolă. Posturile din Alaska deținute de Compania Golfului Hudson, operate la Fort Yukon, pe fluviul Yukon, Fortul Durham (cunoscut și sub numele de Fort Taku) la gura râului Taku, și fortul Stikine, lânga gura râului Stikine (asociat cu Wrangell în secolul XIX timpuriu.)

## Secolul XIX

### Stabilirea rusească târzie și Compania Ruso-Americană

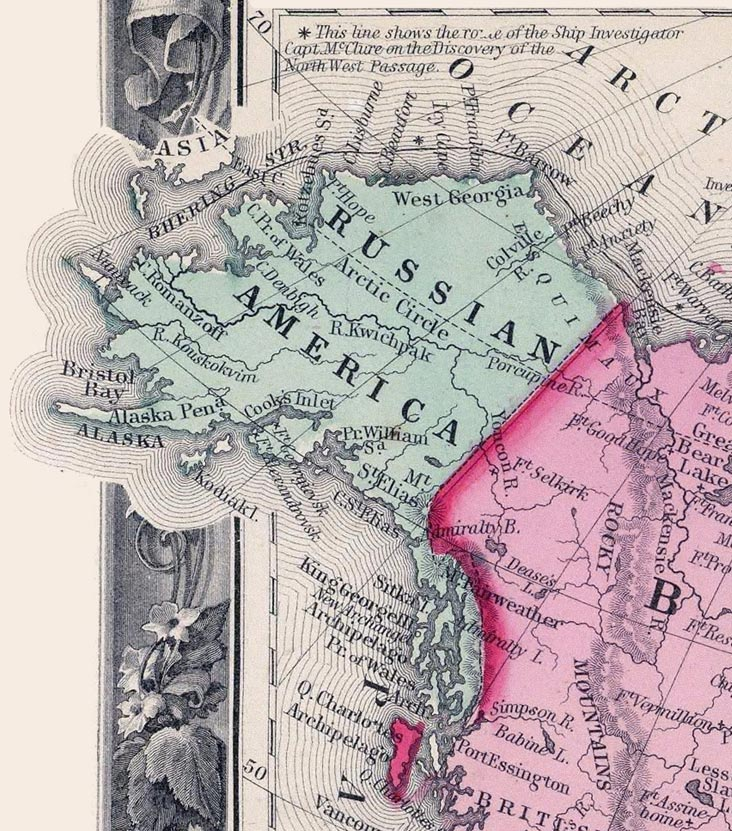
harta din 1860 a Americii Ruseşti

În 1799, ginerele lui Shelikhov, Nikolay Petrovich Rezanov, a câstigat monopol pe Comerțul cu blană de la Czar Paul I, și a format Compania Ruso-Americană. Ca o parte a înțelegerii, țarul a cerut companiei să stabilească noi așezări în Alaska și să facă un program vast de colonizare.
În jurul anului 1804, Alexandr Baranov, care era președintele Companiei, a consolidat posesia companiei asupra comerțului cu blană din America, urmat de Victoria sa cu clanul local Tlingit în Bătălia de la Sitka. Ĩn ciuda eforturilor lor, rușii nu au colonizat niciodată complet Alaska. Monopolul rusesc asupra comerțului era, de asemenea, slăbit de Compania Golfului Hudson, care a înființat un post în capul sudic al Americii Ruse în 1833. 
Compania ruso-americană a avut de suferit din cauza modificarilor statutului său, care s-a transformat prin gestionarea marinei imperial rusesti și a interzis străinilor participarea la economia Alaskăi. A intrat curând în convenția Anglo-Rusă de la 1825, care permitea comercianților britanici să facă comerț în Alaska.

### Cumpărarea Statului Alaska

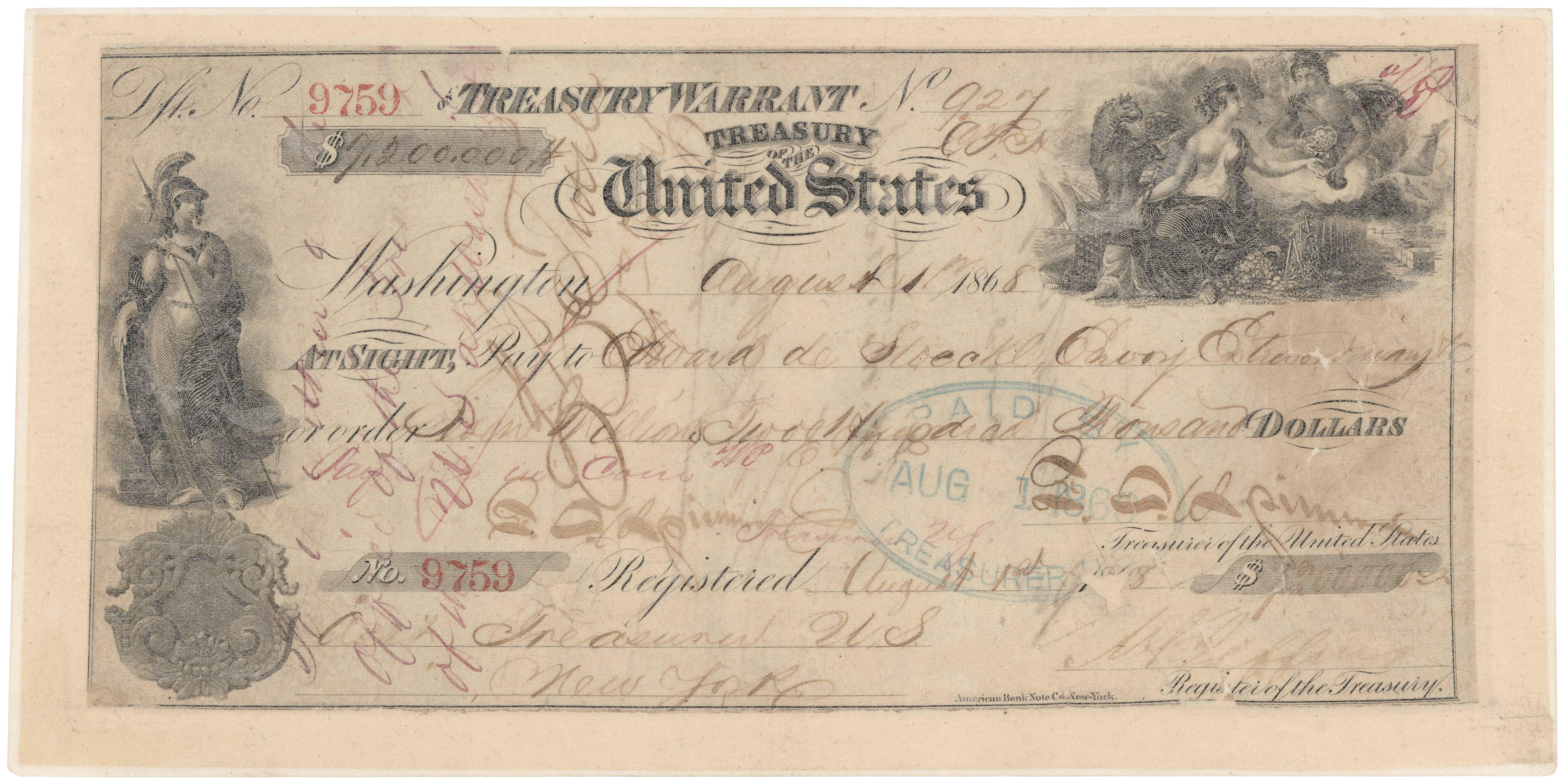
Cecul folosit pentru cumpǎrarea statului Alaska

Dificultățile financiare din Rusia, dorința de a menține Alaska în afara mâinilor Marii Britanii, profitul scăzut obținut din comerțul cu așezările din Alaska au adus toate la vânzarea posesiilor Rusiei pentru America de nord. La instigarea secretarului de stat al SUA, William Seward, Senatul Statelor Unite a aprobat achiziția statului Alaskade la Rusia pentru 7.200.200 dolari, la data de 1 august 1867. Aceasta achiziție a fost cunoscută în mod popular în Statele Unite sub numele de ,,Seward’s Folly” (nebunia lui Seward), ,,Seward’s Icebox” (Cutia cu gheață a lui Seward)sau ,, Andrew Johnson’s Polar bear garden”(Grădina cu urși polari a lui Andrew Johanson), pentru că era o țară rece, care conținea numai ursi polari și racoare și era nepopulara la acea vreme, deși descoperirea ulterioara de aur și petrol vor dovedi că investiția a fost de valoare.  
După ce America Rusească a fost vândută Statelor Unite, toate posesiile Companiei Ruso-americane au fost lichidate.

### Departamentul Statului Alaska
Steagul Statelor unite a fost ridicat în 18 octombrie 1867, (actuala zi a Alaskăi). Ĩn coincidenta cu schimbarea ‘proprietarului’, Alaska a schimbat Calendarul Iulian cu cel Gregorian. Așadar, pentru locuitori, ziua de Vineri, 6 octombrie 1867 a fost urmată de Vineri, 18 octombrie 1867- două zile de vineri consecutive datorită schimbului de calendar.
In timpul erei Departamentului, 1867-1884, Alaska a fost sub jurisdicția a Armatei SUA (până în 1877), Departamentul de Trezorerie al Statele Unite (din 1877 până în 1879) și Marinei SUA (din 1879 până în 1884).
Când Alaska a fost cumpărată pentru prima dată, majoritatea teritoriilor sale au rămas neexplorate. Ĩn 1865, Western Union a pus o linie de telegraf de-a lungul Alaskăi pâna la Strâmtoarea Bering, unde se conecta submarin cu linia Asiatică. Western Union a condus și primele studii științifice în regiune și a alcătuit harta întregului fluviu Yukon. Compania Comerciala Alaska și militarii au contribuit, de asemenea, la dezvoltarea și  explorarea Alaskăi în ultimele decenii ale secolului XIX, construind posturi de comerț de-a lungul interioarelor multor râuri.

### Districtul Statului Alaska

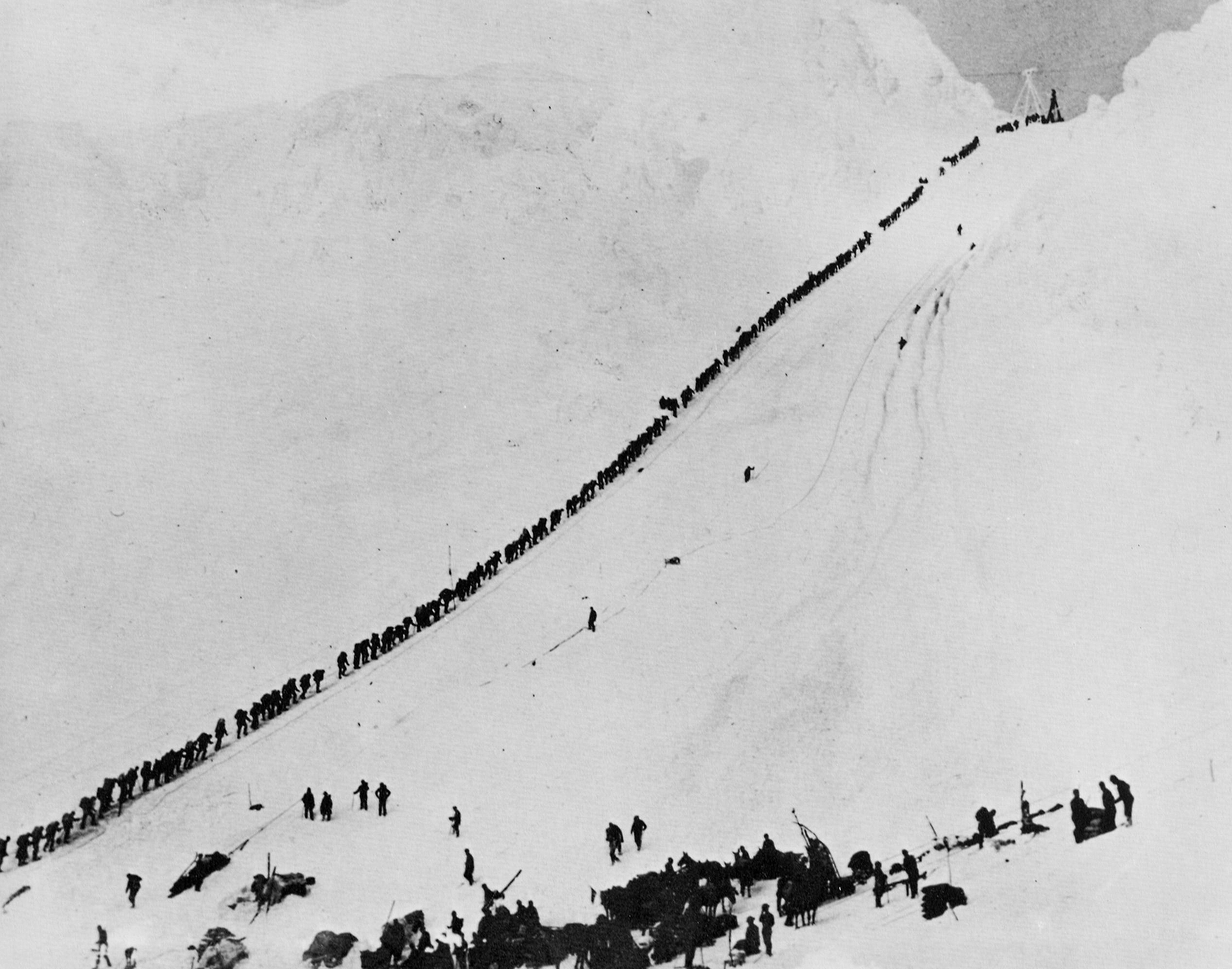
Minerii care urca Chilkoot în timpul Goanei dupǎ aur

În 1884, regiunea a fost organizată și numele a fost schimbat de la Departamentul Alaskăi la Districtul Alaska. La acea vreme, legislatorii în Washington, D.C., au fost ocupați cu probleme de reconstrucție în urma Războiului Civil American, și a avut puțin timp pentru a dedica la Alaskăi. In 1896, descoperirea aurului in teritoriul Yukon, in vecinatatea Canadei a adus multe mii de mineri si noi locuitori in Alaska, si a încheiat foarte rapid al patrulea an de criză economică a țării. 
Deși nu era sigur dacă aurul a fost găsit în Alaska, Alaska a avut de profitat foarte mult, pentru că era cea mai ușoară rută de transport la câmpurile cu aur din Yukon. Multe alte orașe, precum Skaway, Alaska, își datorează existența goanei dupa aur din Canada. Istoria Alaskăi nu ar fi completă fără să menționeze pe Soapy Smith, șeful confidențial al crimelor care a operat cel mai vast imperiu criminalistic din era Goanei dupa aur, până a fost împușcat în faimosul Shootout în Juneau Wharf. Astăzi, este numit „Banditul Alaskăi”
În 1899, aur a fost găsit și în Alaska, în Nome, și mai multe orașe au început să fie construite, precum Fairbanks sau Ruby. În 1902, căile ferate din Alaska au început să fie construite, care puteau să facă legătura dintre Seward și Fairbanks până în 1914, deși Alaska înca nu are o cale ferată care să se conecteze cu cele 48 de state inferioare. De asemenea, industriile miniere de cupru , pescuitul și industria conservelor au început să devină populare la începutul secolului XX, Alaska avand 10 fabrici de conserve, situate în orașele principale. 
În 1903, o dispută de graniță cu Canada a fost în sfârșit rezolvată.
Înainte de începutul secolului 20, pescuitul comercial devenea din ce în ce mai important în insulele Auletine. Casele de împachetare făceau deja conserve cu mai multe tipuri de pești, inclusiv somon. Altă ocupație comercială, vânătoarea de balene era continuată fără a lua în considerare cantitatea de balene vânate. Din aceasta cauza, balenele ‘bowhead’ au ajuns sa fie aproape pe cale de dispariție, datorită cantității de petrol din țesuturile acestora. Aleuții sufereau de probleme severe ca urmare a epuizării de foci și de blană de vidră mare de care au nevoie pentru supraviețuire. De asemenea,  necesitând carne pentru hrană, au folosit, de asemenea, piei pentru a acoperi bărcile lor, fără de care nu puteau vâna. Americanii, de asemenea, au extins în Alaska interioara si arctica exploatarea de animalemarine de care nativii depindeau.

## Secolul XX

### Teritoriul Statului Alaska (1912-1959)
Când Congresul a votat Legea nr.2 în 1912, Alaska a fost reorganizată, și redenumită Teritoriul Alaska. Prin 1916, populația sa a fost de aproximativ 58000 de locuitori. James Wickersham, un delegat al Congresului, a introdus în Alaska primul proiect de lege al statalității, dar a eșuat din cauza populației prea mici și lipsa de interes din Alaska.
Chiar vizita președintelui Warren G. Harding din anul 1923 nu a putut crea un interes mai larg în statalitate. În condițiile din Legea organică a doua, Alaska a fost împărțita în patru divizii. Cel mai populată divizie, a cărui capitală a fost Juneau, a cerut să devină un stat separat de celelalte trei. Guvernul de control a fost o preocupare principală, teritoriul având 52 agenții federale care îl reglementau. Apoi, în 1920, Legea Jones a necesitat navelor de sub pavilionul SUA care urmează să fie construite în Statele Unite, să fie deținute de cetățeni din SUA, și documentate în conformitate cu legislația Statelor Unite. Toate bunurile care intră sau ies din Alaska au trebuit să fie transportate de către transportatorii americani și transportate la Seattle înainte de a fi expediate în continuare, făcând Alaska să depindă de Washington. Curtea Supremă din SUA a fost de acord cu ordinul Constituției care spune că un singur stat nu ar trebui să dețină putere asupra comerțului altuia, deoarece Alaska a fost doar un teritoriu. În Seattle prețurile pentru întreprinderi de transport au început să crească pentru a profita de situație. Această situație a creat o atmosferă de dușmănie între Alaska, care vedea cum averea generată de munca ei cade în mâinile afaceriștilor din Seattle.
Marea criză economicăa determinat prețurile pentru pește și cupru, care au fost vitale pentru economia din Alaska la acea dată, să scadă. Salariile au scăzut, la fel și forța de muncă, care a coborât cu mai mult de jumătate. În 1935, președintele Franklin D. Roosevelt a crezut că americanii din zonele agricole ar putea fi transferați în Alaska Matanuska-Susitna Valley pentru o șansă proaspătă la auto-susținerea agriculturii. Coloniștii au fost în mare parte din statele nordice, cum ar fi Michigan, Wisconsin, Minnesota și cu convingerea că doar cei care au crescut cu un climat asemanator pot supraviețui conditiiolor  de acolo. Pntru o îmbunătățire, Asociația Unite Congo a solicitat președintelui să angajeze 400 de agricultori afro-americani din Alaska, spunând că teritoriul ar oferi drepturi politice depline, dar prejudecățile rasiale și convingerea că numai cei din statele din nord ar avea coloniștii potriviți a  cauzat eșecul. Explorarea și de decontareastatului Alaska nu ar fi fost posibilă fără dezvoltarea aeronavei, care a permis  afluxul de coloniști în interiorul statului, și transportul rapid de oameni și provizii. Cu toate acestea, din cauza condițiilor meteorologice nefavorabile a statului, și raport mare de piloți-la-populație, sunt peste 1700 de teritorii cu aeronave au informații în acest domeniu. Epavele, de asemenea, sunt numeroase dovezi  de construcții militare a statului  atât în timpul celui de Al Doilea Război Mondial și al Războiului Rece.

### Al Doilea Război Mondial

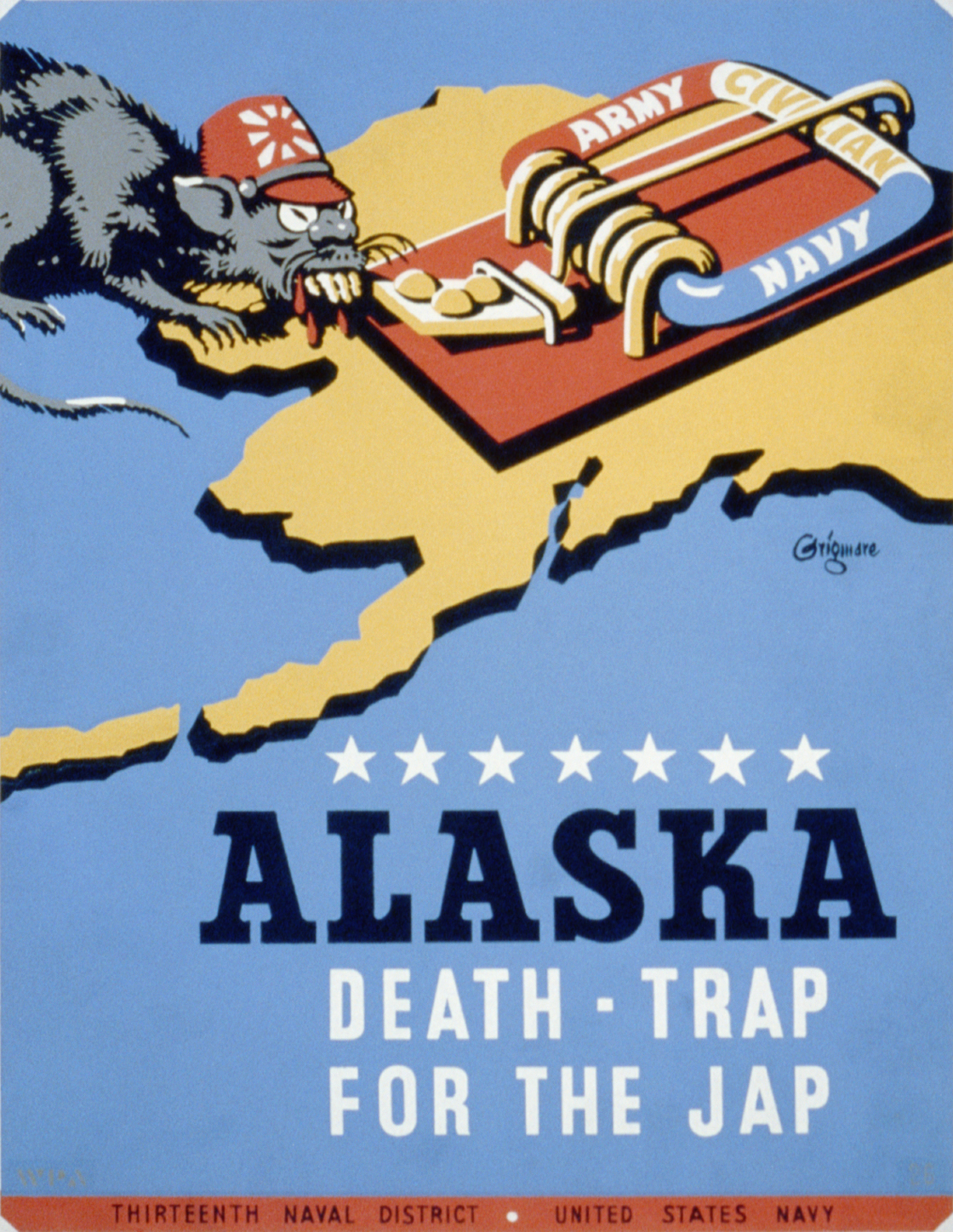
Poster de propaganda din cel de-al Doilea Război Mondial, înfǎțișând Alaska sub forma unei curse mortale pentru șoareci - Japonia

În timpul celui de-al Al Doilea Război Mondial, două din Insulele Aleutine exterioare - Attu și Kiska - au fost ocupate și invadate de trupele japoneze. Acestea au fost doar o parte din teritoriul continental al Statelor Unite ocupat de inamic în timpul războiului. Recuperarea lor a devenit o chestiune de mândrie națională.
La 3 iunie 1942, japonezii au lansat un atac aerian asupra Dutch Harbor, o bază navală SUA pe insula  Unalaska, dar au fost reperați de către forțele americane. Câteva zile mai târziu, japonezii au aterizat pe insulele  Kiska și Attu, iar apoi au copleșit sǎteni din Attu. Sătenii au fost luați în Japonia, unde au fost internați pentru restul războiului. Aleuții din satele Pribilofs și Aleutian au fost evacuați în Statele Unite ale Americii din Alaska de Sud.
Attu a fost recâștigată în mai 1943, după două săptămâni de lupte intense și 3929 pierderi printre americani: 549 uciși, 1148 și 1200 răniți cu răni grave, 614 cu boală și 318 morți din diverse cauze. Statele Unite și-au îndreptat apoi atenția pe insula din cealaltă parte, Kiska. Din iunie-august, tone de bombe au fost lansate pe micuța insulă. Japonezii au scăpat în cele din urmă, prin intermediul navelor de transport. După război, nativii din insula Attu care au supraviețuit internării lor au fost relocați în Atka de către Guvernul Federal, care a considerat satele lor de origine prea îndepărtată pentru a se apăra. 
În 1942, autostrada militară Alaska-Canada (Military Highway) a fost finalizată, în parte pentru a forma un traseu uscat de aprovizionare a Uniunii Sovietice  pe cealaltă parte a Strâmtoarii Bering. Mergând din Great Falls, Montana, la Fairbanks, drumul a fost prima legătură stabilă între Alaska și restul Americii. Construcția de baze militare, cum ar fi Adak, au contribuit la creșterea populației din unele orașe din Alaska. Anchorage aproape s-a dublat în dimensiune, de la 4200 persoane în anul 1940, la 8.000 de persoane în 1945.

### Statalitatea

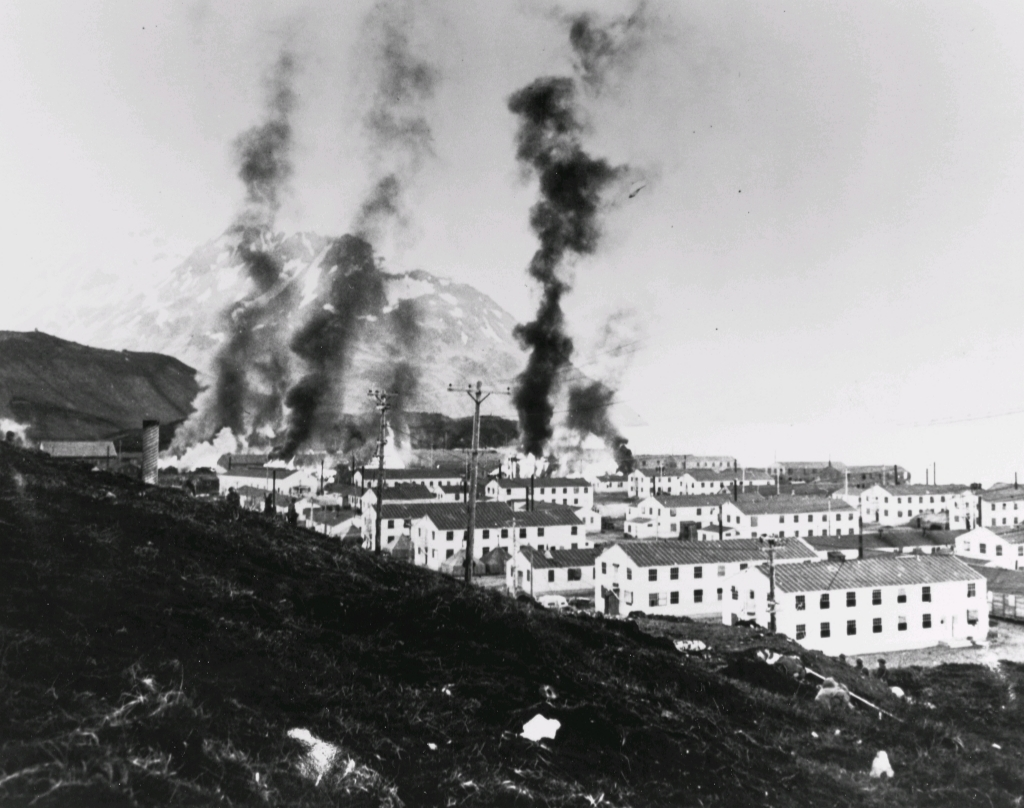
clǎdiri arzând dupǎ primul atac Japonez, Dutch Harbour

Până la miscarea din secolului XX, o mișcare care sa împingă Alaska spre statalitate a început, legiuitorii au fost îngrijorați de faptul că Alaska, dintre cele 48 de state, are o populației rară, distanțată și izolată, iar economia sa era prea instabilă pentru a fi un avantaj în plus față de Statele Unite ale Americii.
Al Doilea Război Mondial și invazia japoneză a subliniat importanța strategică a statului Alaska, și problema statalității a fost luată mai în serios, dar a fost descoperit petrol la Swanson River pe Peninsula Kenai care a spulberat imaginea Alaska într-o regiune slabă, dependentă. Președintele Dwight D. Eisenhower a semnat în legislația Statelor Unite pe 7 iulie 1958, care a pavat calea pentru admitere Alaska în Uniune la 3 ianuarie 1959. Juneau, capitala teritorială, a continuat sa existe ca capitală de stat, și William A. Egan a fost învestit în funcția de primul guvernator .
Alaska nu are niciun comitat, la fel ca alte state, cu excepția Louisianei, care are parorhii în Statele Unite. În schimb, aceasta este împărțită în 16 'cartiere' și un "târg neorganizat", alcătuit din totalitatea terenurilor. Cartierele au organizat guverne în întreaga zonă, dar în cadrul târgului neorganizat, în cazul în care nu există nici un astfel de guvern, serviciile sunt furnizate de către stat. Cartierul neorganizat este împărțit în mod artificial doar în scop statistic de către Biroul de recensăminte ale Statelor Unite.

### Daunele provocate de cutremurul din Anchorage

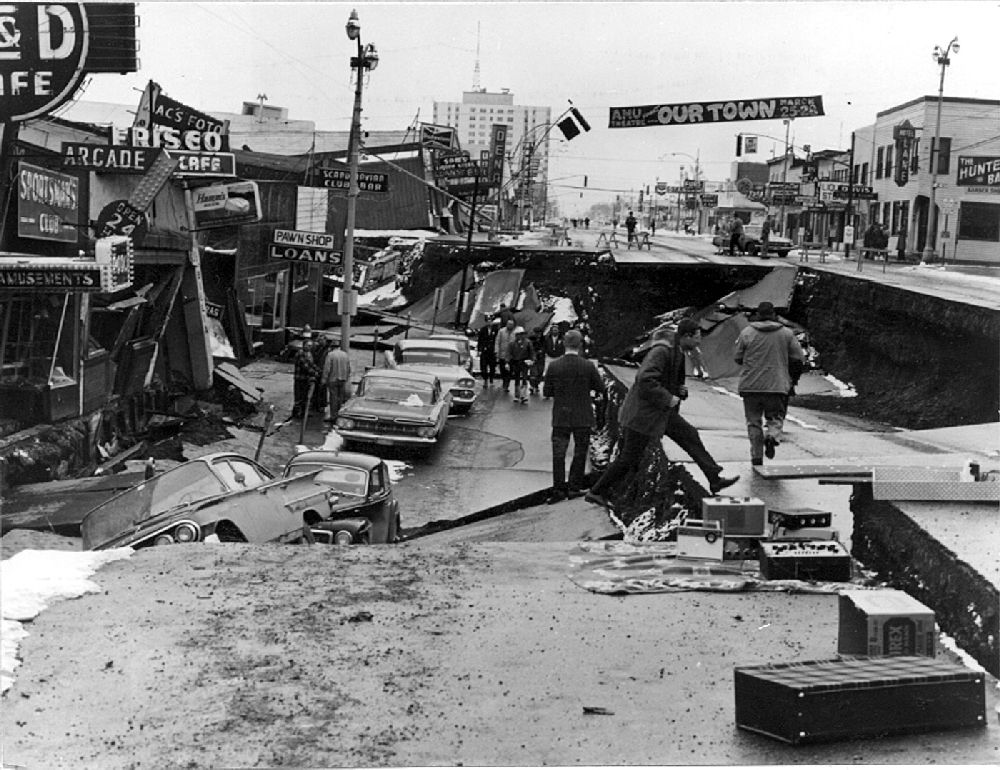
daunele produse de cutremur

Pe 27 martie 1964 Cutremurul Good Friday a lovit Alaska, bucatind Pământul timp de patru minute, cu o magnitudine de 9,2. Cutremurul a fost unul dintre cele mai puternice înregistrate vreodată și a ucis 139 de persoane. Cei mai mulți dintre ei au fost înecați în tsunami-ul care a distrus orașele Valdez și Chenega. De-a lungul regiunii strâmtorii Prince William, orașe și porturi au fost distruse și terenuri au fost înălțate sau împinse în jos. Fluviile cu somoni au fost ridicate și distruse de fluxuri, așadar peștii nu mai puteau sări diferite bariere, pentru a ajunge la locurile lor de reproducere. Porturile de la Valdez și Cordova au fost dincolo de reparații, și incendiile au distrus ceea ce alunecările de teren nu au distrus. La Valdez, Alaska un vapor de companie a fost ridicat de un val imens de peste docurile de pe mare, dar majoritatea persoanelor implicate in accident au supraviețuit. La Arm Turnagain, apa de intrare a distrus copaci și cabine cauzand scufundarea în noroi. Pe Kodiak, un val a distrus satele din Afognak, Old Harbor, Kaguyak și alte comunități au fost deteriorate, în timp ce Seward a pierdut un port. În ciuda amploarii catastrofei, Alaska si-a reconstruit multe  comunități.

### ,,Nordul pentru viitor"
"Nord spre viitor" este motto-ul oficial de stat al statului Alaska, adoptat în 1967 pentru secolul cumpărǎrii Alaska. Fiind unul dintre evenimentele care au dus la sărbătoare, Comisia de Centenie a statului Alaska a sponsorizat un concurs în 1963 pentru a furniza un motto ca centenar și emblemă, care sa exprime caracterul unic al statului Alaska. Aceștia au oferit un cec de 300.000 dolari (care este de aproximativ 2.000 dolari în 2010 ), premiu pentru propunerea câștigătoare. În decembrie 1963, Comisia a anunțat că au ales sugestia jurnalistului Richard Peter. El a declarat că motto-ul ca fiind ,,un memento că dincolo de orizont și de dezordine urbanǎ există un teren mare sub pavilionul nostru, care ne poate oferi un viitor nou pentru acest secol, datorat dorinței de a fi liber”. Motto-ul reprezintă un optimism vizionar pentru un stat umplut cu promisiuni; promovarea statului Alaska prin considerarea faptului că viitorul se ascunde sub următoarea și ultima dintre stelele SUA, situatǎ la nord de Lower 48.

## 1968-Prezent: terenuri și politica petrolului

### Descoperirea petrolului, ANSCA, și Trans-Alaska Pipeline

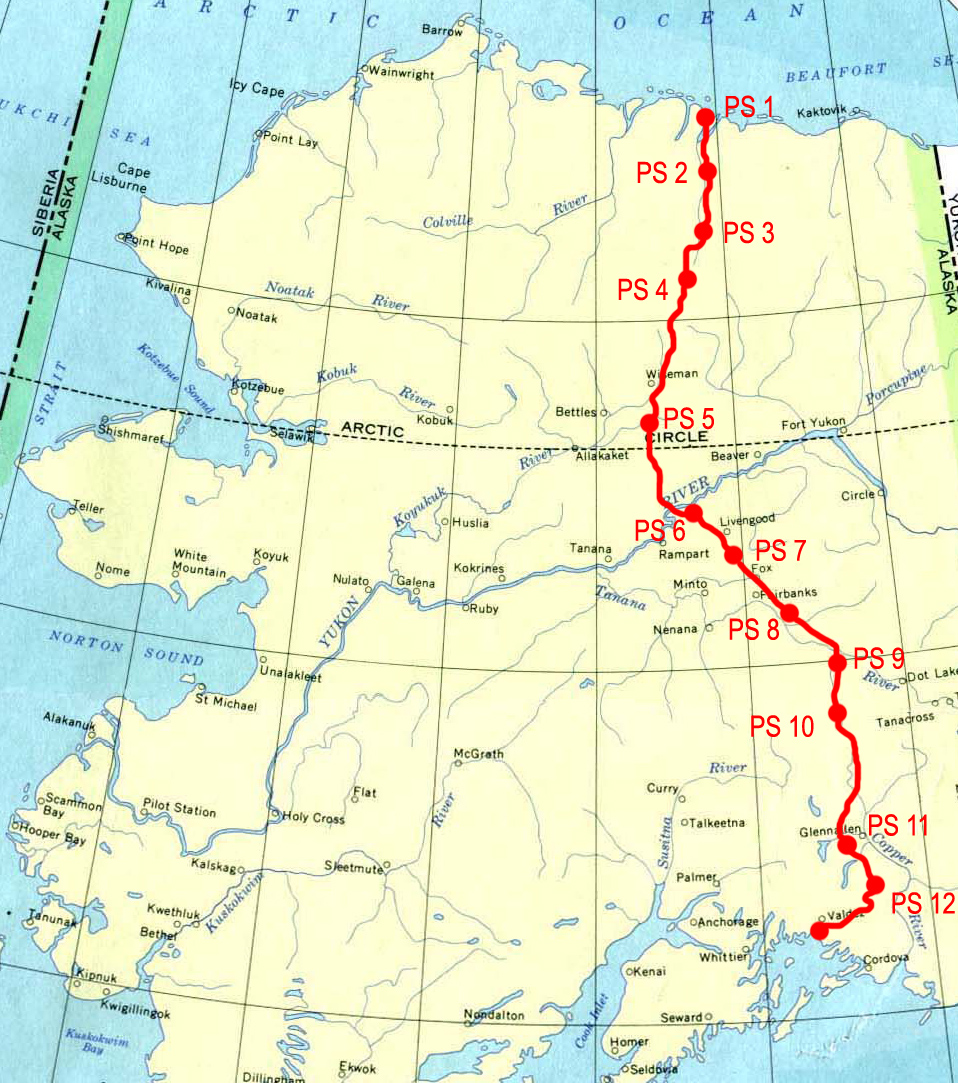
Harta Trans-Alaska Pipeline

Descoperirea de ulei în anul 1968 de pe North Slope, din Golful Prundhoe s-a dovedit a fi cea mai recuperabilă resursă de petrol din toate domeniile Statelor Unite și era considerat că aceasta ar putea schimba peisajul politic din Alaska pentru decenii.
Această descoperire a catapultat problema Proprietății nativilor asupra pământului, în prima pagină a ziarelor. La mijlocul anilor 1960, Alaska Nativa și mai multe grupuri tribale au fǎcut efortul de a se uni pentru a câștiga titlul terenurilor smulse de la ei de către europeni, dar guvernul a răspuns lent înainte de descoperirea de la Golful Prudhoe. Guvernul a luat acțiuni în aceastǎ mǎsurǎ, în sfârșit, atunci când era necesarǎ autorizarea pentru o conductă de trecerea de stat, pentru a scoate petrol pe piață  din Alaska. Construcția a fost blocatǎ până la soluționarea cererilor de despăgubire pentru terenurile native.
În 1971, cu mulți dolari pentru linia de petrol, a fost semnat prin lege Actul de Soluționare statului Alaska Nativ de către Richard Nixon. În conformitate cu Legea, Nativii au renunțat la a pretinde ablirea la terenurile lor în schimbul accesului la 44 de milioane de acri (180,000 km²) de terenuri și de plată în valoare de 963 milioane dolari. Așezarea a fost împărțitǎ între urban și satul corporațiilor regionale, care a reușit sǎ adune fonduri cu diferite grade de succes.
Deși o conductă din versantul de nord la cel mai apropiat port fără gheață, la o distantă de aproape 800 de mile(1,300 km) la sud, a fost singura modalitate de a scoate pe piață petrol din Alaska, provocând stabilirea unei inginerii. Între Slope Nord și Valdez, au existat linii active, trei lanțuri muntoase, kilometric instabile,teren mlăștinos sau înghețat, căi de migrare a caribu și elani. În cele din urmă în Trans-Alaska Pipeline a fost finalizată in 1977, cu un cost total în valoare de 8 miliarde de dolari.
Conducta de petrol a ajutat la descoperirea unei mine de aur. Veniturile pe cap de locuitor au crescut pe întreg teritoriul statului, cu aproape fiecare comunitate care beneficiază. Liderii de stat au stabilit că aceasta situație nu se va termina cu brațe de blană și de aur, într-un freamăt economic, iar foarte curând resursa a dispărut. În 1976, constituția statului a fost modificată pentru a stabili Alaska Permanent Fund, în care un sfert din toate încasările de leasing minerale erau investite. Veniturile din fonduri este folosit pentru a plăti dividende anuale pentru toți rezidenții care se califică, pentru a crește fondul principal ca o acoperire împotriva inflației, și pentru a furniza fonduri pentru legislativul de stat. Din 1993, fondul a produs mai mulți bani decât zăcămintele de petrol Prudhoe Bay, a căror producție era în scădere. În martie 2005, valoarea fondului a fost de peste 30 miliarde dolari.

### Ecologismul,Exxon-Valdez, și ANWR
Cu toate acestea,producția de petrol nu a fost singura valoare economică a terenurilor din Alaska. În a doua jumătate a secolului 20, Alaska și-a dat seama că turismul este o importantă sursă de venituri. Turismul a devenit popular după Primul Război Mondial, când oamenii care staționau în regiune se întorceau acasă și lăudau splendoarea  naturală a Statului Alaska.
Autostrada Alcan, construită în timpul războiului, și Alaska Marine Highway System, finalizată în 1963, a făcut statul mai populat decât înainte. Turismul a devenit tot mai important în Alaska , iar astăzi peste 1,4 milioane de oameni vizitează statul în fiecare an.
Cu turismul devenind din ce în ce mai vital pentru economie, acesta a crescut în importanță. ANILCA (The Alaska National Interest Lands Conservation Act) a adăugat din anul 1980 53.7 milioane de acrii (217,000 km²) la Sistemul National Wildlife refuge, din care făceau parte 25 de râuri din National Wild și Scenic Rivers system, 3.3 miloane de acrii (13,000 km²) pentru pădurile naționale, și 43.6 milioane de acrii (176,000 km²) pentru National Park land. Datorită legii, Alaska deține acum aproape două treimi din toate parcurile naturale ale Americii.Astăzi, mai mult de jumătate din teritoriul statului Alaska este deținut de Guvernul Fedral. 

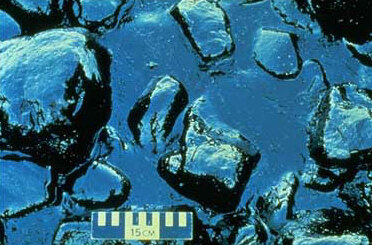
Baltă de ulei, dupǎ scurgerea din Prince William Sound

Posibilele repercusiuni în natură au fost evidente când Exxon Valdez a călătorit în William Sound, eliberând 11 milioane galoane de petrol brut în apă, care s-a răspândit de-a lungul 1100 mile (1.800 km) de țărm . În conformitate cu US Fish and Wildlife Service, cel puțin 300.000 de păsări marine, 2.000 de vidre, și alte animale marine au murit din cauza scurgerii .Exxon cheltuit 2 miliarde dolari SUA pe curățarea numai în primul an. Exxon, care lucrează cu agențiile de stat și federație, a continuat curățirea pana la începutul anilor 1990. Studiile arată că procesul de curățare în sine a făcut rău pe termen lung ecologiei de sunet, interferând cu reproducerea păsărilor și animalelor în moduri care nu sunt încă pe deplin înțelese.
Prince William Sound pare să fi recuperat, însă oamenii de stiintă au încă dispute  pe tema gradului de curățare. Exxon este de acord sa platească 900 de milioane de dolari în zece plăți anuale, la care se adaugă o suplimentare de $ 100 milioane de euro pentru daune  descoperite recent, împotriva lui Exxon, un juriu a acordat taxe pentru daune in vaoloare de 5 miliarde de dolari. Astăzi, tensiunea dintre conservare și dezvoltare(controverse de foraj (ANWR)) este văzută în Arctic National Wildlife Refuge.
Fiecare președinte a fost pus in dilema datorita acceptului sau refuzului de a se putea extrage petrol din ANWR până când Jimmy Carter a devenit președinte.Studiile efectuate de US Geological Survey au arătat că "zona 1002 " din ANWR, situată la est de Prudhoe Bay, conține mari depozite de țiței.
În mod tradițional, locuitorii din Alaska, sindicatele și persoanele interesate de afaceri au sprijinit forajul în refugiu, în timp ce grupurile ecologiste și multe din cadrul Partidului Democrat, s-au opus. Triburilor native din Alaska l-i s-a acordat un sprijin. În anii 1990, primul deceniu al secolului 21, voturile cu privire la statutul de refugiu a avut loc în mod repetat în US House și Senat.